# Terminal Sacomã
La Terminal Sacomã es una gran terminal de ómnibus de la ciudad de São Paulo. En conjunto con las terminales Mercado, Vila Prudente y Cidade Tiradentes forma el Expresso Tiradentes, un corredor metropolitano exclusivo para ómnibus. Antes de la inauguración de esta terminal rodo-metroviária, buena parte de las líneas municipales (de la SPTrans) tenían punto final en la Terminal Parque Dom Pedro II, en el centro de São Paulo. Y estas líneas recorrían buena parte de la Avenida do Estado, por donde hoy pasa el Expresso Tiradentes, hasta llegar a la región de Ipiranga. Ya las líneas con destino al ABC Paulista, tenían como punto de partida la región del Glicério, en Liberdade y la Plaza Fernando Costa, cercana a esta Terminal, en la región de la Rua 25 de Março. Dichas líneas hoy, tienen como punto de partida la Terminal Sacomã.

## Ubicación
La Terminal Sacomã se encuentra en la Rua Bom Pastor, 3000. Ubicada en el área sudeste de la ciudad, la terminal une dicha región con el centro y las zonas norte, sur y este de la ciudad además del ABC Paulista.

## División por niveles
La terminal cuenta con tres niveles siendo cada uno para distintos usos.
- Superior: Acceso a los ómnibus del Expresso Tiradentes
- Entrepiso: Piso situado entre el superior y el superficial. Aquí hay una billetería, un local con cajeros electrónicos, restaurante, Centro de Control operativo, sanitarios entre otros servicios. Acceso a la Estación Sacomã del metro, por medio de una pasarela.
- Superficial: Acceso a los ómnibus municipales (plataformas 1, 2, 3 y 4) e intermunicipales (plataformas 5 y 6).

- Datos: Q9086215